# Oxytropis takhti-soleimanii
Oxytropis takhti-soleimanii là một loài thực vật có hoa trong họ Đậu. Loài này được Vassilcz. miêu tả khoa học đầu tiên.